# Flora Spencer-Longhurst
Flora Spencer-Longhurst (Birmingham, Inglaterra; 1985/1986) es una actriz británica, más conocida por interpretar a Tomaso/Lisa en la serie Leonardo y por su papel en la serie de ITV Unforgiven.

## Carrera
Entró en el National Youth Music Theatre a los once años y estudió en la Universidad de Mánchester.
Hizo su debut en 2005 en la serie de la BBC Dalziel and Pascoe. Sin embargo, su debut profesional no fue hasta 2007 en una producción aclamada por la crítica The Member of the Wedding, donde interpretó el papel de Frankie Addams. Interpretó el papel de Cecilia en la adaptación musical de Oscar Wilde La importancia de llamarse Ernesto y también realizó el papel de Bella en una versión teatral de A Christmas Carol.
Su más reciente y probablemente más conocido papel es el de Tomaso/Lisa Gherardini en la serie Leonardo, donde interpreta a una chica disfrazada de un varón para volverse aprendiz de pintor. Otros papeles en televisión incluyen Losing It con Martin Clunes y el episodio de Lewis.

## Filmografía
- Dalziel and Pascoe (TV Serie) "Dust Thou Art" (2005) - Lisa Johnstone

- Lewis (2006) - Jessica Pollock

- Losing It (2006) - Erica MacNaughton

- The Family Man (2006) - Chloe

- The Afternoon Play (TV serie) "The Real Deal" (2007) - Laura Fisher

- Wallander (TV serie) "One Step Behind" (2008) - Isa

- Unforgiven (2009, TV serie) - Emily Belcombe

- Comedy Showcase (TV serie) "Chickens" (2011) - Gracie

- Taken (2011 short film) - Jill Maine

- Leonardo (2011-12) - Lisa/Tomaso

- Father Brown (TV serie) "The Face Of Death" (2013) - Lucia Galloway

- Beautiful Relics (2013)

- Walking with the Enemy (2013) - Rachel Schoen

- The Bastard Executioner (TV Serie 2015) - Lowry Aberffraw Ventris